# Antonio Pacheco Ruiz
Antonio Pacheco Ruiz (Callosa de Segura, Alicante, 3 de enero del 2002) es un futbolista español que juega como centrocampista en el Albacete Balompié  de la Segunda División de España.

## Trayectoria
Natural de Callosa de Segura, Alicante, es un centrocampista formado en las categorías inferiores del Villarreal Club de Fútbol. En la temporadas 2018-19 y 2019-20, formaría parte de los juveniles del CD Roda y Villarreal Club de Fútbol.
En la temporada 2020-21, forma parte de la plantilla del Villarreal CF "C" de la Tercera División de España y debutaría con el Villarreal CF "B" de la Segunda División B de España, con el que juega 15 encuentros.
El 29 de enero de 2021, renueva su contrato con el Villarreal "B" hasta junio de 2025.
El 11 de junio de 2022, el Villarreal "B" lograría el ascenso a la Segunda División de España, tras vencer en la final de la eliminatoria por el ascenso al Club Gimnàstic de Tarragona por dos goles a cero en el Estadio de Balaídos. Durante la temporada 2021-22, participaría en 31 partidos de liga en los que anota un total de seis goles y también jugaría 8 partidos con el equipo juvenil en la UEFA Youth League.
El 8 de julio de 2023, el jugador de alicante fichó por el Albacete hasta 2027.

## Internacional
El 19 de agosto de 2018, debuta con la Selección de fútbol sub-17 de España en un encuentro amistoso frente a Rusia. En mayo de 2019, disputaría dos encuentros del Campeonato Europeo Sub-17 de la UEFA 2019 en la que España acabó en cuarto lugar.

## Clubes
| Club              | País   | Año       |
| ----------------- | ------ | --------- |
| Villarreal CF "C" | España | 2020-2021 |
| Villarreal CF "B" | España | 2021-2023 |
| Albacete Balompié | España | 2023-Act. |